# The Only Ones
The Only Ones fue una banda británica de rock activa entre 1976 y 1982. Se hicieron famosos por su canción Another Girl, Another Planet, canción que los llevó a la popularidad en el 2007, y que provocó su reunión hasta 2017. Estaba conformada por Peter Perett, John Perry, Mike Kellie y Alan Marr. Se les considera una banda de un solo éxito o one-hit-wonder.
Su álbum debut fue escogido para ser parte de la lista 1001 Álbumes que debes oír antes de morir, edición 2018.

## Historia

### Formación (1976)
Peter Perrett fundó The Only Ones en agosto de 1976, luego de conocer a Perry y de agrupar a los ex Beatstalkers, Mike Kellie, Alan Mair, y Spookie Tooth. Hicieron parte de la escena punk de los setenta en el Reino Unido, aunque no llegaron a ser tan prominentes como The Clash o Sex Pistols.
Lanzaron su primer sencillo Lovers of Today con el sello independiente Vegeance, y gracias a ese impulso decidieron dar el siguiente paso y lograron firmar con CBS.

### Actividad (1978 - 1982)
El primer trabajo de la banda salió en abril de 1978. Se considera su mejor trabajo, ya que contiene la única canción exitosa del grupo Another Girl, Another Planet. Le siguieron los álbumes Even Serpents Shine (1979) y Baby Got a Gun (1980), que se considera su disco más exitoso, ya que llegó al puesto n. 37 en las listas. Ante la falta de éxito y problemas con las drogas, la banda se separó en 1982.

### Carreras solista
Peter Perrett se embarcó en una carrera propia luego del fin de la banda, y tomó el nombre de The One, en los años noventa, sin ningún éxito.

## Controversias
Durante la existencia de la banda, se asoció a sus miembros con el consumo masivo de alucinógenos y otras sustancias consideradas ileagales. Incluso The Guardian llegó a calificarlos como la banda más drogadicta de la historia.
La misma fuente informa que el vocalista y fundador Peter Perrett, al sentirse amenazado con ir prisión por su venta usual de marihuana, decidió fundar la banda, pues temía que su estancia en la cárcel destruyera su legado musical, pues además componía canciones. Dichas canciones también están fuertementa asociadas con el consumo de sustancias psicoactivas, lo que explicaría el estilo psicodélico de la banda.
Incluso la letra de Another Girl, Another Planet se asocia con la heroína, a lo que Perrett jamás a estado de acuerdo.

## Estilo
Los especialistas los consideran una banda de punk rock, con influencias psicodélicas, pero su estilo se asemeja a Televisión y Lou Reed. Perrett citó a Syd Barrett y Perry a Jimi Hendrix como sus influencias más grandes.

## Legado
Another Girl, Another Planet, fue catalogada como el mejor sencillo de rock de la historia, por Allmusic.